# Moritz Karlitzek
Moritz Karlitzek (Hammelburg, 12 de agosto de 1996) é um jogador de voleibol indoor profissional alemão que atua na posição de ponteiro.

## Carreira

### Clubes
Karlitzek jogou pelo VCO Bayern Kempfenhausen na 2. Bundesliga Süd em 2013. Na temporada 2014-15 o ponteiro estreou na Bundesliga jogando pelo VSG Coburg/Grub. Em 2017 foi contrato pelo United Volleys Rhein-Main, onde terminou na 3ª colocação do Campeonato Alemão de 2017-18.
Em 2020 o alemão atuou no Campeonato Italiano pelo Leo Shoes Modena. Com o clube italiano, o ponteiro chegou as quartas de final da Liga dos Campeões de 2020-21. Em 2021 o ponteiro atuou pela primeira vez no voleibol francês após ser contrato pelo Arago de Sète.
Em 2022 se transferiu para a Polônia após ser anunciado pelo Indykpol AZS Olsztyn.

### Seleção
Karlitzek estreou pela seleção adulta alemã na Liga Mundial de 2016, onde terminou na 26ª colocação. No ano seguinte foi vice-campeão do Campeonato Europeu de 2017 na Polônia, após ser derrotado na final pela seleção russa.

## Clubes
| Anos      | Clube                     |
| --------- | ------------------------- |
| 2013–2014 | VCO Bayern Kempfenhausen  |
| 2014–2015 | VSG Coburg/Grub           |
| 2015–2017 | TV Rottenburg             |
| 2017–2019 | United Volleys Rhein-Main |
| 2019–2020 | Top Volley Cisterna       |
| 2020–2021 | Leo Shoes Modena          |
| 2021–2022 | Arago de Sète             |
| 2022–     | Indykpol AZS Olsztyn      |